# Christina Toth
Pour les articles homonymes, voir Christina et Toth.
Christina Toth, née à Sherbrooke au Québec, est une actrice de théâtre, de cinéma et de séries télévisées canadienne,.

## Biographie
Christina Toth vie actuellement à New York.

## Filmographie

### Comme actrice
- 2013 : Blooming Flowers : la grande sœur
- 2014 : Boardwalk Empire (série télévisée) (2 épisodes)
- 2014 : A Crime to Remember (série télévisée documentaire) : sœur Morand
- 2014 : The Latents : Lauren
- 2014 : Jane St. (court métrage) : Alice
- 2015 : Ovum : la starlette à la soirée (voix)
- 2015 : Black Star (court métrage) : détective Neuman
- 2016 : Taste (court métrage) : Roe
- 2017 : Crowddating (court métrage) : Angela
- 2017 : Léa (court métrage) : Léa
- 2018 : Strut (série télévisée) : Chandaleer
- 2018 : Cleopatra (court métrage) : Sophia
- 2018 : Orange Is the New Black (série télévisée) : Annalisa Damiva (10 épisodes)
- 2014 : Night Time She Lay Sleep (court métrage) : Mom
- 2015 : Frankie: Italian Roulette (court métrage) : Vicky
- 2015 : Disconnected (court métrage) : Erica
- 2016 : Sage and Alice (court métrage) : Alice
- 2018 : Consensus Reality : Eris
- 2018 : Talk to me in silence (court métrage)

### Comme scénariste
- 2018 : Talk to me in silence (court métrage)